# Alexandre de Prouville de Tracy
Alexandre de Prouville de Tracy (1596 či 1603? – 28. dubna 1670 Paříž) byl francouzský markýz, státník, úředník a vojenský velitel. Byl pánem (leníkem) z Tracy-le-Val a Tracy-le-Mont v Pikardii.

## Život
Proslavil se ve 40. letech 17. století během třicetileté války jako plukovní velitel v Německu. Později byl jmenován generálním komisařem francouzských jednotek sloužících v Němcích. Roku 1647 zastupoval Francii v Ulmu na jednáních se Švédskem a Bavorskem. V 60. letech 17. století byl markýz de Tracy jmenován zástupcem guvernéra (generálporučíkem, tj. lieutenant-général) Nové Francie. Guvernér tehdy nebyl přítomen, a tak de Tracy jednal v Panující radě (Sovereign Council) jako guvernér.
Ze své základny v Québecu započal jako generálporučík pluku Carignan-Salières brutální válku proti irokézským národům. Poté, co je porazil a zničil jejich úrodu, vedl útok proti Mohawkům a způsobil velké poničení jejich teritoria uprostřed současného státu New York. Markýz Alexandre de Prouville de Tracy zabral všechny mohawské země ve jménu francouzského krále. Donutil Mohawky přijmout římskokatolickou víru a učit se francouzsky za pomoci jezuitských misionářů. Misijní vesnicí mohawských katolíků byla Kahnawake, založená jižně od Montréalu.
Markýz Alexandre de Prouville de Tracy zemřel v Paříži ve farnosti svatého Eustacha (též sv. Eustáce) 28. dubna 1670.